# Зелене (Верхньодніпровська міська громада)
Зеле́не — село в Україні, у Кам'янському районі Дніпропетровської області. Населення за переписом 2001 року складало 39 осіб. Входить до складу Верхньодніпровської міської громади.

## Населення

### Мова
Розподіл населення за рідною мовою за даними перепису 2001 року:
| Мова       | Кількість | Відсоток |
| ---------- | --------- | -------- |
| українська | 37        | 94.87%   |
| російська  | 2         | 5.13%    |
| Усього     | 39        | 100%     |

## Географія
Село Зелене знаходиться на відстані 1 км від села Водяне і за 1,5 км від села Томаківка. По селу протікає пересихаючий струмок з загатою. Поруч проходить автомобільна дорога Т 0415.